# Samskoleparken

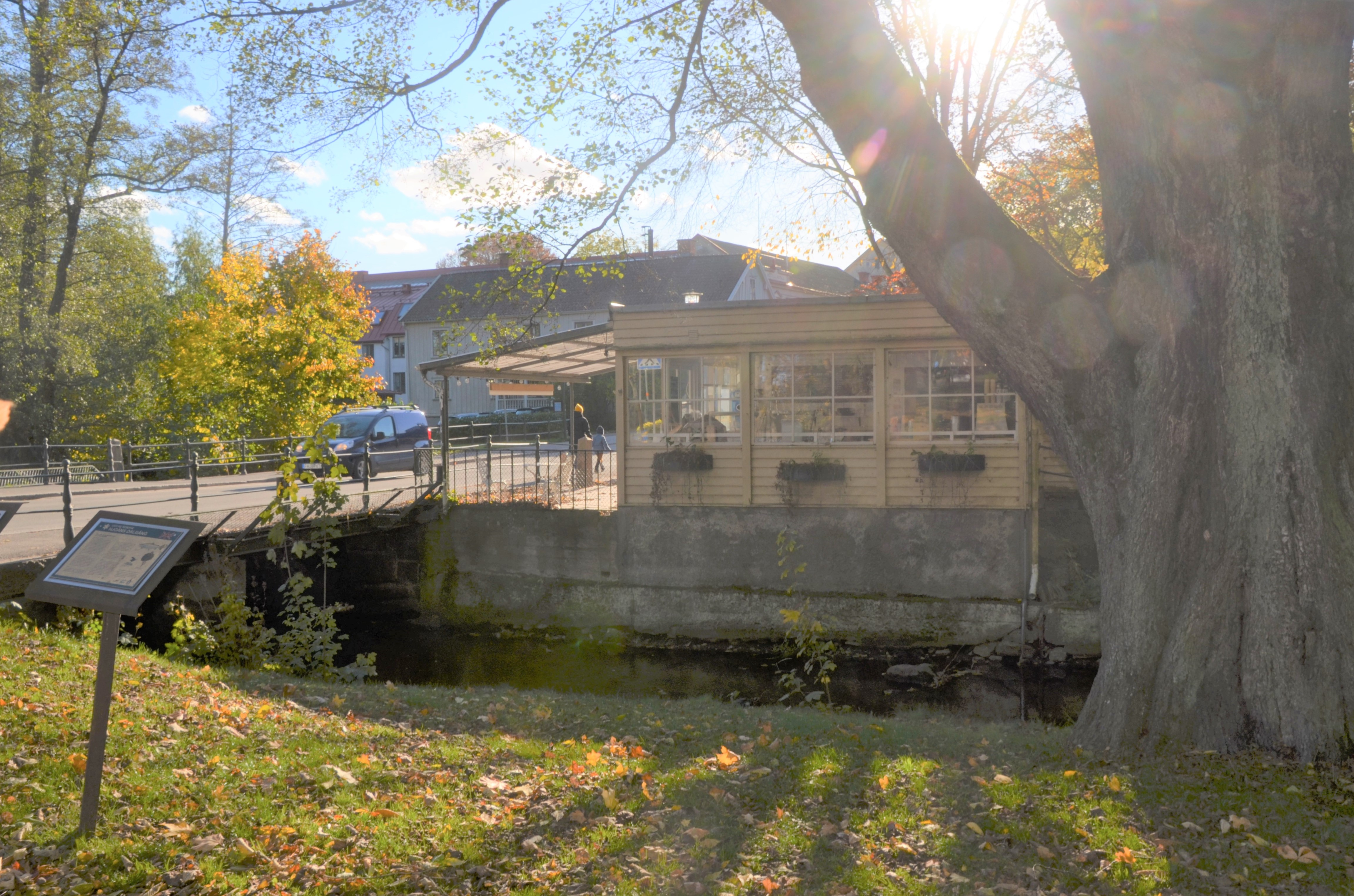
Klibbalen nära Norrbro över Hjoån

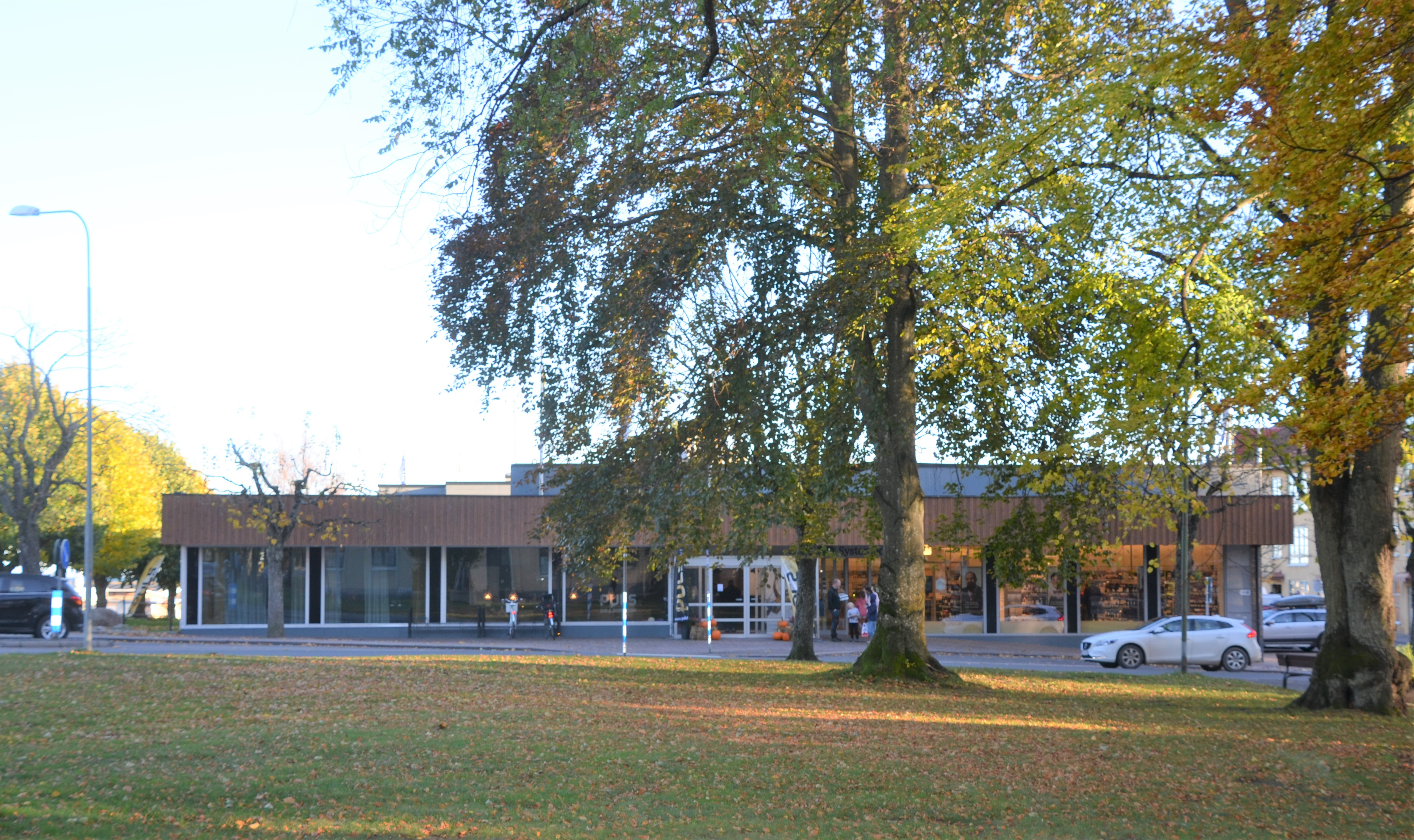
Tidigare Domusvaruhuset, Hamngatan 18/Floragatan

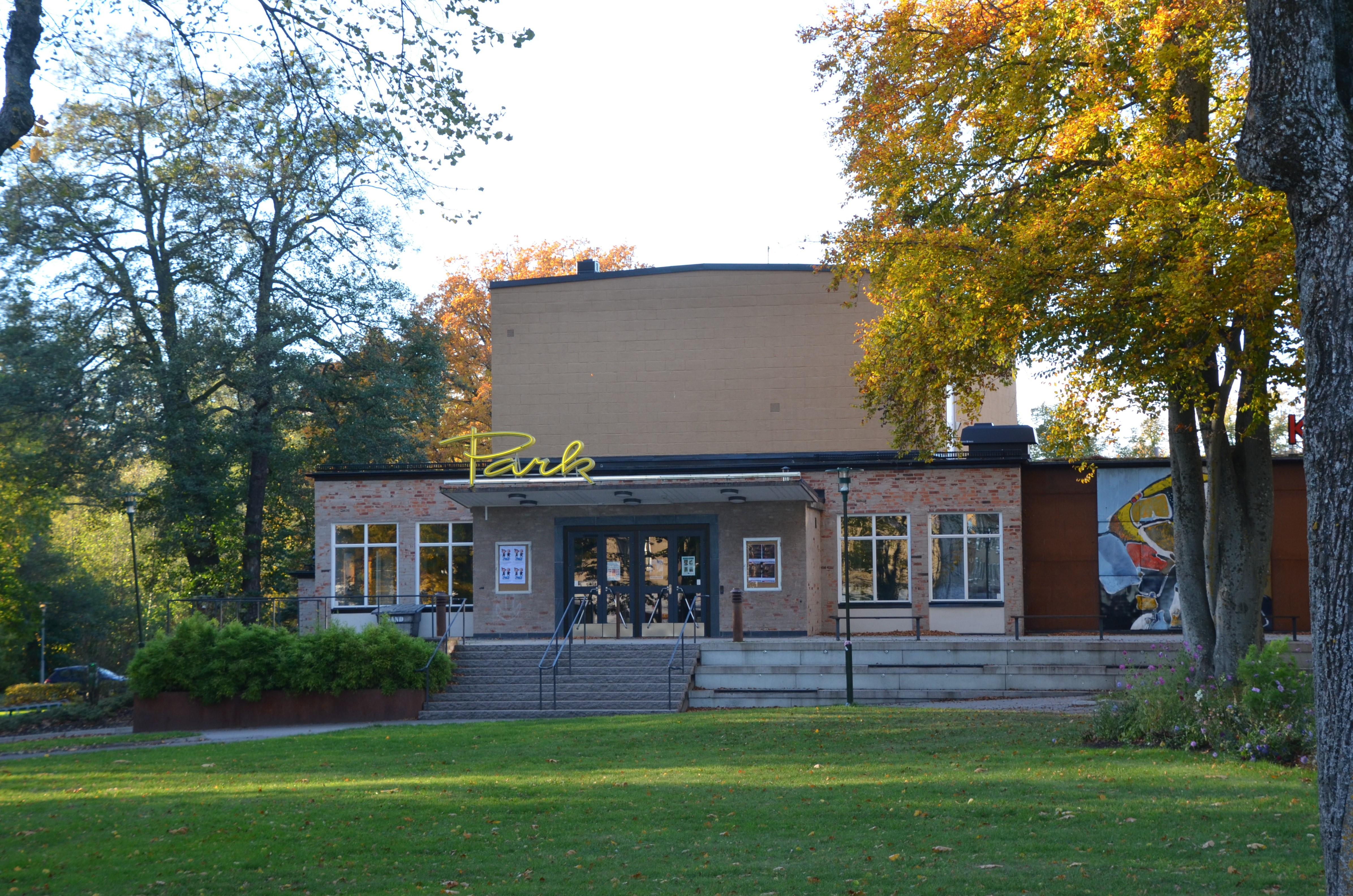
Medborgarhuset Park

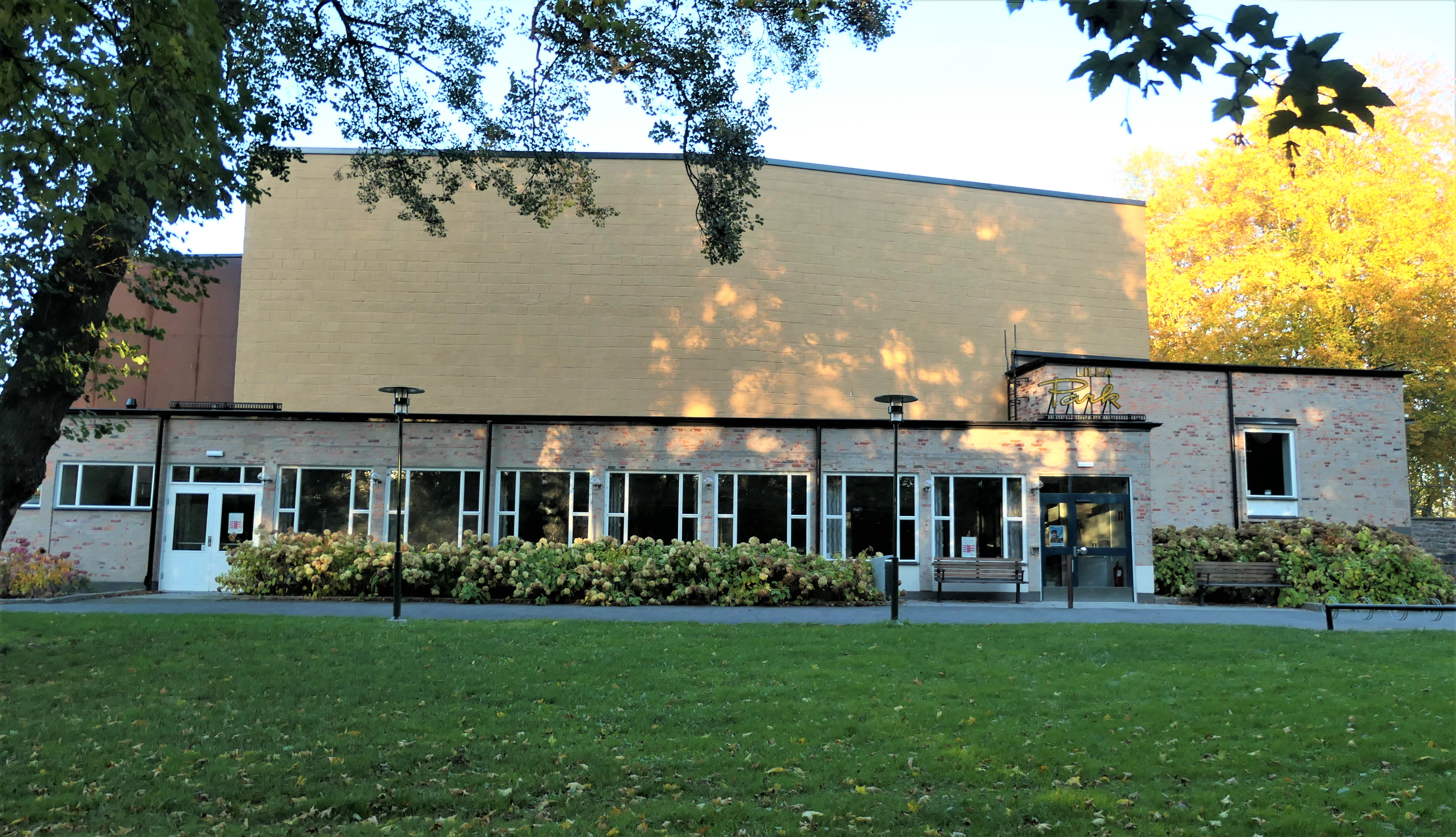
Lilla Park

Samskoleparken är en park i Hjo, som anlades under slutet av 1800-talet.
År 1854 lades fram ett stadsplaneförslag i Hjo, som omfattade planer på bebyggelse norr om Gamla staden och norr om Hjoån. Detta sammanhängde med en  befolkningstillväxt i staden och anläggandet av Hjo hamn 1851–1855 omedelbart norr om Hjoån. Förslaget antogs 1855 och gällde som stadsplan fram till 1879, då det reviderades med hänsyn till stadens expansion i den tidiga industrialismen, bland annat genom anläggandet av Hjo–Stenstorps Järnväg 1872.
En av de första byggnaderna i Nya staden var skolbyggnaden "Pedagogien" i hörnet Bangatan/Floragatan, som blev klar 1862. Den skolan blev senare Hjo kommunala mellanskola och därefter Hjo samrealskola fram till 1964, då den lades ned. Vid Samskoleparken byggdes också Medborgarhuset Park.
Omedelbart öster om skolan, mot Hamngatan, Floragatan och Hjoån, anlades Samskoleparken. I parkens sydvästra hörn nära ån, står en klibbal, som är en av de största i Sverige. Den är ungefär 23 meter hög och hade 2014 en omkrets på 6,7 meter.